# Urobatis
Urobatis is een geslacht uit de familie Urotrygonidae. Volgens FishBase zijn er zeven soorten.

## Soortenlijst
- Urobatis concentricus (Osburn & Nichols, 1916)
- Urobatis halleri (Cooper, 1863) – Ronde pijlstaartrog
- Urobatis jamaicensis (Cuvier, 1816)
- Urobatis maculatus (Garman, 1913)
- Urobatis marmoratus (Philippi, 1892)
- Urobatis pardalis (Del Moral-Flores, Angula, López & Bussing, 2015)
- Urobatis tumbesensis (Chirichigno F. & McEachran, 1979)